# Condylostylus camptopus
Condylostylus camptopus är en tvåvingeart som beskrevs av Octave Parent 1928. Condylostylus camptopus ingår i släktet Condylostylus och familjen styltflugor.
Artens utbredningsområde är Costa Rica. Inga underarter finns listade i Catalogue of Life.